# Segin
Segin (Epsilon Cassiopeiae / ε Cas / ε Cassiopeiae) è una stella situata nella costellazione di Cassiopea, a circa 410 anni luce dalla Terra.

## Osservazione
ε Cassiopeiae è una stella dell'emisfero celeste boreale; è la più orientale e meno luminosa delle cinque stelle che compongono la W di Cassiopea. La sua declinazione è pari +63°, di conseguenza la stella diventa circumpolare più a nord della latitudine 27°N, mentre rimane invisibile più a sud del parallelo 27°S. Essendo di magnitudine 3,4, la si può osservare anche dai piccoli centri urbani senza difficoltà, sebbene un cielo non eccessivamente inquinato sia maggiormente indicato per la sua individuazione.
Il periodo migliore per la sua osservazione, dove nell'emisfero nord si presenta alta nel cielo nelle prime ore serali, è durante l'autunno boreale, mentre nell'emisfero australe la sua visibilità è limitata ai mesi primaverili, da settembre a dicembre.

## Caratteristiche fisiche
Si tratta di una stella gigante blu di classe spettrale B, con una luminosità 2500 volte quella del Sole ed una magnitudine apparente di +3,38. Uno studio di Core et al. del 2003 indicherebbe che la stella ha le proprietà di una stella Be, ciò nonostante non è mai stata classificata in questa categoria.